# Dům JNA (Novi Sad)
Dům Jugoslávské lidové armády v Novém Sadu patří ke kulturním památkám metropole Vojvodiny. Nachází se na náměstí svobody (č. 5), v samém srdci města. Dokončen byl v roce 1890. Dlouhodobě zde sídlil hotel s názvem Majer.
Budova JNA na severním okraji Náměstí Svobody byla vybudována v eklektickém duchu s dominancí neorenesančních prvků. Byla vybudována na místě, kde se od poloviny 18. století nacházela hospoda a později hotel Zeleni venac. Budova často střídala své vlastníky i účel. V roce 1918 zde v dramatických okamžicích vzniku jugoslávského státu zasedala Lidová skupština Vojvodiny. Roku 1947 zde byl umístěn Hotel Sloboda a od roku 1953 sloužila Jugoslávské lidové armádě. V letech 1983, 1988 (kupole) a 1994–1996 probíhaly v domě restaurační práce.
Budova má dvě patra a jednoduchou střechu, v jejím prostředku se nachází kupole. Hlavní fasáda má centrální rizalit se dvěma vstupy v přízemí a třídílnými okny v patrech. Rizalit má z boku dvojdílné sloupy ve výšce prvního a druhého patra.